# Gábor Török (Künstler)
Gábor Török (* 1952 in Budapest) ist ein deutscher Künstler ungarischer Abstammung.

## Leben und Wirken
Gábor Török machte nach dem Abitur in Ungarn zunächst eine Ausbildung zum Gold- und Silberschmied. Anschließend folgte eine Lehre als Restaurator am Nationalmuseum in Budapest, wo er daraufhin einige Zeit tätig war. Aufgrund seiner hervorragenden Leistungen im Fechten wurde er zum Sportstudium zugelassen, das er 1978 als Diplom-Fechtmeister abschloss. 1979 setzte er sich bei einem Trainingslager in den Westen ab und beantragte in Deutschland Asyl.
In Frankfurt begann er zielgerichtet eine Karriere als Künstler. Seit 1980 nimmt er regelmäßig an internationalen Ausstellungen und Messen teil. Prägend waren unter anderem längere Arbeitsaufenthalte in Pietrasanta und Carrara Ende der achtziger Jahre.
Von 1989 bis 2004 baute er in Frankfurt aus ehemaligen Gewächshäusern das Internationale Künstlerzentrum 695 auf, das unter einem Dach Ateliers, eine Galerie und ein Theater beherbergte. Architektonisch eindrucksvoll gestaltet, glich das Gebäude mit ca. 2400 Kubikmeter einer begehbaren, sozialen Skulptur. Török prägte das Theater nicht nur durch zahlreiche künstlerisch anspruchsvolle Bühnenbilder, sondern inszenierte hier erfolgreich sein eigenes Stück Der Apfel.
Seit 2005 lebt und arbeitet er als freischaffender Bildhauer in Wiesbaden, wobei er immer wieder auch architektonische Projekte verwirklicht.
Zu Beginn seiner künstlerischen Laufbahn entwickelte Török kleinformatige Metallreliefe, stets in Kombination mit Holzträgern, die sich durch narrative Bildmotive auszeichneten und in Serien hergestellt wurden.
Ende der achtziger Jahre kam es zu einem radikalen Bruch. Bei längeren Arbeitsaufenthalten in Pietrasanta entstanden deutlich größere, freiere Arbeiten aus Bianco Carrara, deren Wurzeln in der klassischen Moderne lagen. Einige Titel seiner frühen Marmorskulpturen Hommage an Rodins Denker oder Hommage an Max Bill verweisen auf Vorbilder, aber letztlich erarbeitete sich Török innerhalb weniger Jahre einen eigenständigen Stil, dem er bis heute formal folgt; wenngleich in unterschiedlichen Materialien. Ausgehend von einem zuvor gewählten Titel, entwickelt Török aus linearen Grundkörpern fließende Bewegungen und sinnliche Geometrien. Dieser Widerspruch, diese scheinbare Unmöglichkeit und Überlistung der Mathematik ist allen Objekten inne, gleichsam das Markenzeichen Töröks.
Nach mehreren Großobjekten aus Edelstahl, fokussiert sich Török seit der Jahrtausendwende auf in Bronze ausgeführte Plastiken. Im Format kompakt, in der Patinierung variantenreich, stets in kleiner Auflage ausgeführt, bieten sie ihm eine ideale Möglichkeit des Ausdrucks einer vielseitigen Thematik.
Ergänzend entstehen Großplastiken, teils im öffentlichen Raum. Diese Skulpturen sind nicht nur ein materielles Volumen, sie greifen auch in den sie umgebenden Raum ein und deuten ihn um. Diese Arbeiten sind stets speziell für den jeweiligen Ort geschaffen und setzen sich inhaltlich mit ihm auseinander. Der Dimension kommt hierbei eine große Bedeutung zu, das Material passt sich den Bedingungen an. Die Linienführung besticht durch Dynamik, innere Spannung und Eleganz.

## Ausstellungen (Auswahl)
Seit 1982 nahm Gábor Török bei zahlreichen Ausstellungen im In- und Ausland teil:
- Galleria Kröger, CH-Ascona (2021)
- Rubrecht-Contemporary, Wiesbaden (2020)
- Galleria Kröger, CH-Ascona (2019)
- Galleria Kröger, CH-Ascona(2017)
- Arthouse, A - Bregenz (2017)
- Skulpturen und Grafiken - Galerie Hovestadt (2017)[5]
- Galerie Moderne, Bad Zwischenahn (2015)
- Galerie Michael Blaszczyk, Bad Homburg (2015)
- Galleria Kröger, Ascona / Schweiz (2015)
- Art Karlsruhe, Galerie Michael Draheim (2015)
- Kunst- und Antiquitätentage Münster, Galerie Hovestadt (2015)
- BRAFA Brüssel, Galerie Jörg Schuhmacher (2015)
- Galleria Kröger, Ascona / Schweiz (2014)
- Galerie-im-Kies, Altach / Österreich (2014)
- Art Karlsruhe, One - artist - show, Galerie Rother Winter (2014)
- Galleria Kröger, Ascona / Schweiz (2013)
- Galerie Rother, Wiesbaden (2012)
- Art Karlsruhe, One-man-show, Galerie Rother (2011)
- Korea International Art fair, Seoul, Galerie Rother (2010)
- Ungarische Botschaft, Berlin (2010)
- Art Karlsruhe, One-artist-show, Galerie Rother (2010)
- Medana, Slowenien (2009)
- Handwerkskammer Wiesbaden (2009)
- 12 am Ring, Kunstsommer Wiesbaden (2008)
- Schloß Wolfsgarten, Langen (2007)
- Schloß Fasanerie, Fulda (2007)
- Matthäuskirche, Frankfurt (2004)
- Europäische Zentralbank, Frankfurt (1997)
- AL Galerie, Stuttgart (1992)
- Kunsthalle Paul Lüdin, Basel / Schweiz (1991)
- Cesar´s Palace, Las Vegas / USA (1989)
- Galerie Breughel, Venlo / Niederlande (1989)
- Art Gallery, Luxemburg 1988 (1988)
- Galerie Schindler, Zermatt / Schweiz (1986)
- Deutsche Leitungsschau, Tokio / Japan (1984)
- Deutsche Bundesbank (1982)
- Deutsche Bank, Frankfurt (1982)
- Centre Culturel, Romainmôtier / Schweiz (1982)

## Werke in öffentlichen Sammlungen
Eine Vielzahl seiner Plastiken befindet sich in öffentlichen Sammlungen:
- Arnold AG, Friedrichsdorf
- Kreditanstalt für Wiederaufbau
- Europäische Zentralbank
- Flughafen Frankfurt
- Handwerkskammer Wiesbaden

## Großplastiken (Auswahl)
Neben Bronzestatuen haben seine Großplastiken eine bedeutende Rolle in seiner künstlerischen Tätigkeit:
- 2020: Privatvilla, Lago Maggiore, Schweiz
- 2018: Privatvilla, Thunersee, Schweiz
- 2016: Eschenpalais, München
- 2016: Ritz Carlton Hotel, Budapest
- 2015: Hofgartenplatz, Wiesbaden
- 2013: Arnold AG, Friedrichsdorf
- 2012: St. Michael Skulptur, Katholische Pfarrgemeinde Niederrodenbach
- 2009: Weinbank, Eltville-Hattenheim
- 2008: Kaiser-Friedrich-Ring, Wiesbaden
- 2007: Hessische Hausstiftung, Schloß Fasanerie Eichenzell
- 1999: Wohnungsbaugesellschaft, Berlin
- 1999: Royal Art, Frankfurt
- 1998: Kreditanstalt für Wiederaufbau
- 1997: Skulptur zum European Banker of the Year
- 1995: Flughafen Frankfurt, Terminal II
- 1993: Flughafen Frankfurt, Vorstandsfoyer
- 1991: Landeszentralbank Schleswig-Holstein, Husum

## Kataloge (Auswahl)
- The Art of Engineering. Engineering of Art, Arnold AG 2014, ISBN 978-3-00-047986-1
- Kunst=Vielfalt, 32 Künstler – 32 Galerien, Landesverband der Galerien in Hessen und Rheinland-Pfalz, Wiesbaden 2013
- 12 am Ring, Skulpturenparcours, Wiesbaden 2008, ISBN 3-9809559-5-8
- Gábor Török, Geburt einer Sehnsucht, Wiesbaden 2013, ISBN 978-3-00-040458-0
- Gábor Török. Mein Weg, Stuttgart 2000

## Auszeichnungen
Während seiner künstlerischen Laufbahn wurde Török mit zahlreichen Preisen geehrt:
- 2020: Arbeitsstipendium Hessische Kulturstiftung
- 2015: Hessischer Denkmalschutzpreis[6][7]
- 2011: 1. Preis Hofgartenplatz, Wiesbaden
- 2009: International workshop Medana, Slowenien
- 2000: Kulturpreis der Deutsch-Ungarischen Gesellschaft
- 1989: Oberurseler Kulturpreis